# Mädchenpensionat

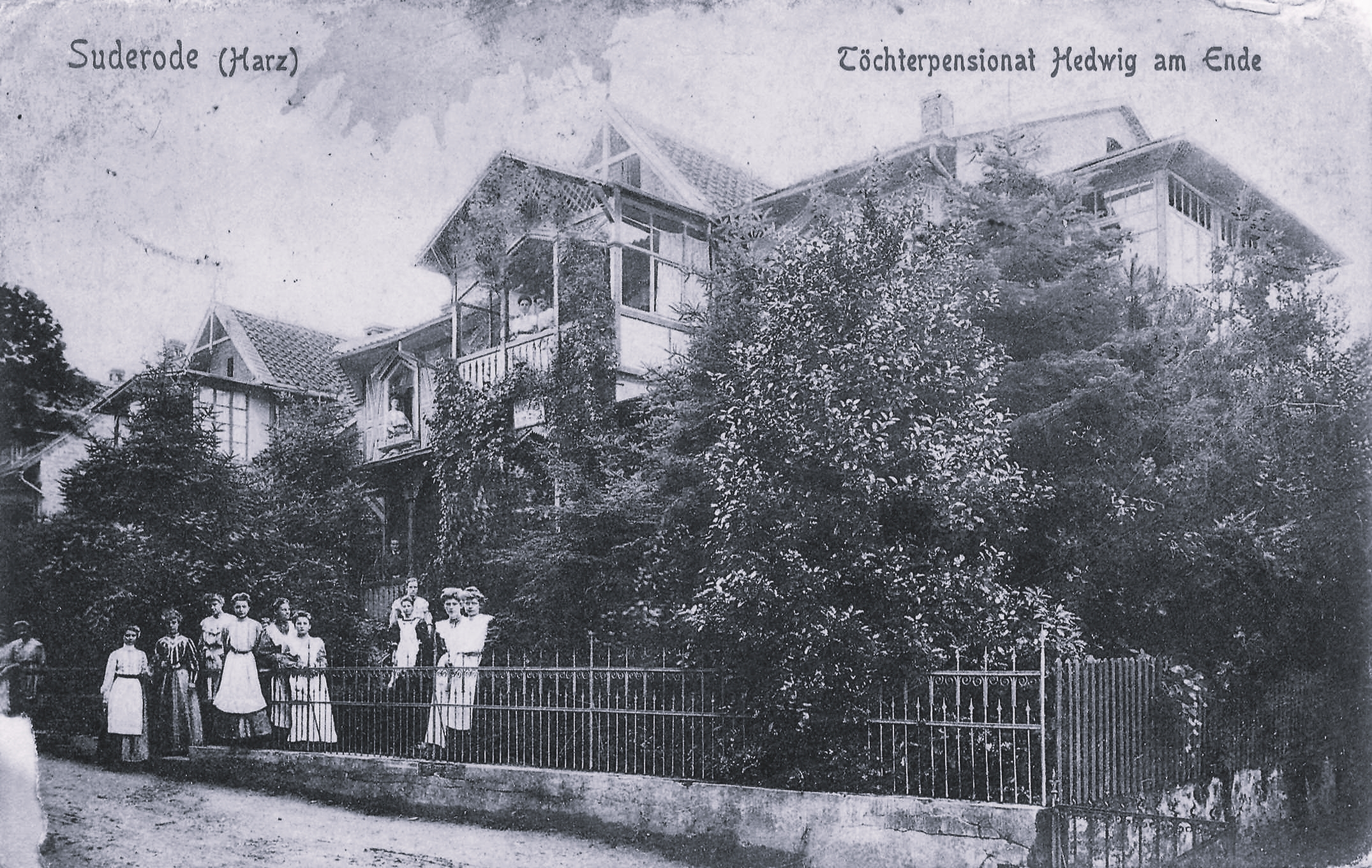
Töchterpensionat Hedwig am Ende in Bad Suderode um 1907

Als Mädchenpensionat, Höhere Mädchenschule, Töchterinstitut oder Töchterpensionat bezeichnet man seit dem 18. Jahrhundert eine Erziehungsanstalt (Internat) für Mädchen, meist verbunden mit einer eigenen Pensionatsschule. Neben den Mädchenpensionaten gab es, zwar weitaus seltener, auch Jungeninternate, die Pensionat (Knabenpensionat) genannt wurden.

## Geschichte

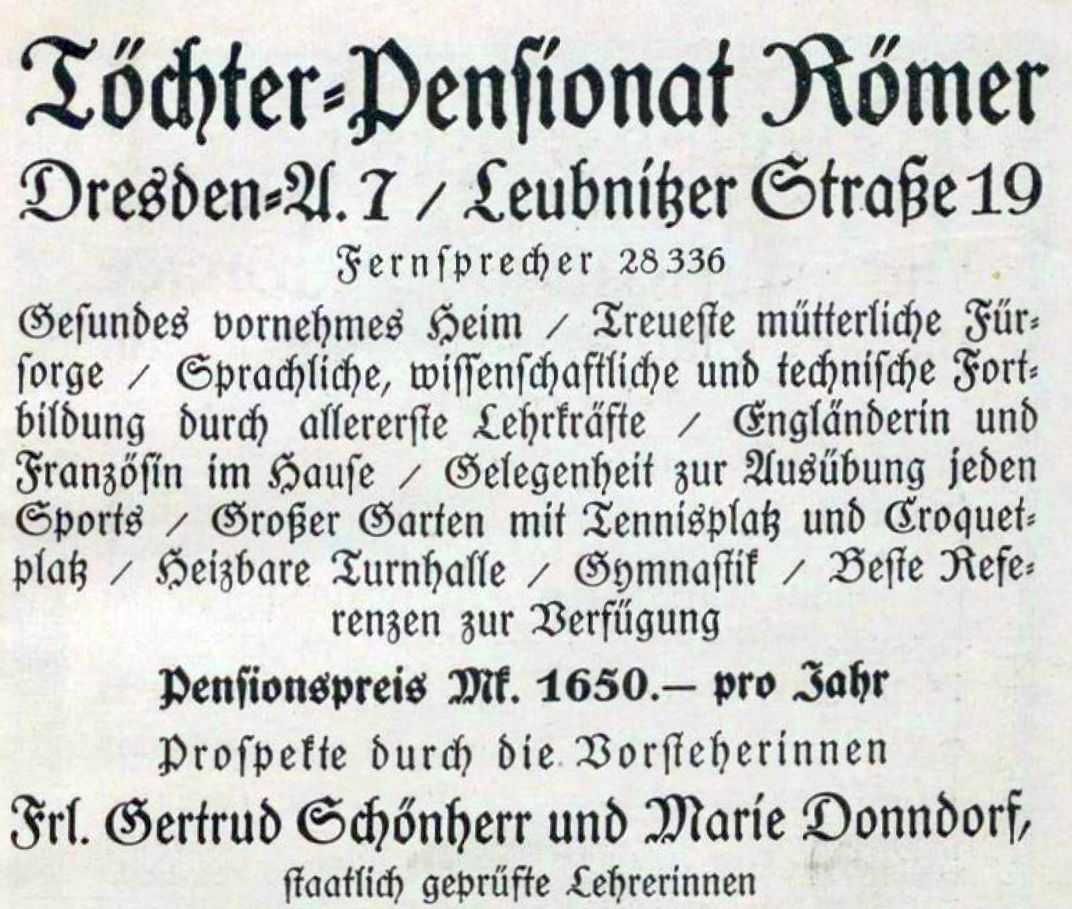
Werbung für das Töchter-Pensionat Römer in Dresden (1914)

Die Bezeichnung leitet sich vom Kostgeld (die „Pension“) ab, das die Eltern eines Internatszöglings an das privatwirtschaftliche Erziehungsinstitut zu zahlen hatten. Wegen dieses Schulgeldes war das Mädchenpensionat vor allem für besserverdienende Familien eine Option und wurde als Alternative zu den öffentlichen Schulen in Anspruch genommen. Religiöse Erwägungen, wie der Wunsch der Eltern, ihre Töchter in einem katholischen oder protestantischen Geist zu erziehen, veranlassten zuweilen die Unterbringung in einem Gebiet mit der entsprechenden konfessionellen Mehrheit oder in einem Gebiet mit ausbleibender Säkularisierung der Bildungsanstalten. So entsendeten Eltern in Frankreich bis weit ins 20. Jahrhundert ihre Kinder in den streng römisch-katholischen Schweizer Kanton Freiburg. Aus der Deutschschweiz erfolgte der Besuch eines Freiburger Pensionats häufig als Welschlandjahr. Mädchenpensionate waren nicht zuletzt auch Prägestätten eines elitären Selbstbewusstseins der „Mädchen von Familie“ in der Standesgesellschaft des 19. Jahrhunderts.

## Thematisierung in der Literatur
Eine frühe literarische Thematisierung des Pensionatswesens in deutscher Sprache ist der Roman Julchen Grünthal. Eine Pensionsgeschichte (1784, erweitert 1798) von Friederike Helene Unger. Die bis heute beliebten Pensionatsgeschichten der Mädchenliteratur, z. B. Emmy von Rhodens Roman Der Trotzkopf (1885) oder Marie Louise Fischers Ulrike-Trilogie (erst 1963–1965 erschienen, aber die Internatshandlung ist stellenweise ähnlich), entstanden innerhalb der deutschsprachigen Literatur in ihrer „klassischen“ Ausprägung als literarisches Genre in der Zeit um 1900, als der Besuch eines Mädchenpensionats zur Standardbiografie der „höheren Tochter“ gehörte. Eine liebevoll-humoristische Darstellung des Mädchenpensionatslebens gibt Thomas Mann in seinen Buddenbrooks (1901) bei der Schilderung der Pensionatszeit von Tony Buddenbrook. Eine kritische Auseinandersetzung mit der Institution Pensionat bietet das Theaterstück Ritter Nérestan (1930, auch unter dem Titel Gestern und heute, 1931) von Christa Winsloe, das unter dem Titel Mädchen in Uniform mehrfach verfilmt wurde und von dem auch eine Romanfassung (zunächst unter dem Titel Das Mädchen Manuela, 1933, danach unter dem der Verfilmung) erschien, ebenso wie die Erzählung Die seligen Jahre der Züchtigung von Fleur Jaeggy (1989).

## Beispiele
- K.k. Civil-Mädchen-Pensionat Wien
- Château Mont-Choisi, Lausanne